# Деркач, Фёдор Григорьевич
Фёдор Григорьевич Деркач (1911-1944) — старший лейтенант Рабоче-крестьянской Красной Армии, участник Великой Отечественной войны, Герой Советского Союза (1943).

## Биография
Фёдор Деркач родился 4 сентября 1911 года в станице Брюховецкая (ныне — Брюховецкий район Краснодарского края) в крестьянской семье. Получил неполное среднее образование, после чего работал в колхозе. В 1933—1935 годах Деркач служил в Рабоче-крестьянской Красной Армии. В 1938 году он повторно был призван в армию, принимал участие в боях у озера Хасан. С 1942 года — на фронтах Великой Отечественной войны. В том же году он окончил курсы усовершенствования командного состава. Принимал участие в боях на Воронежском и 1-м Украинском фронтах. К октябрю 1943 года старший лейтенант Фёдор Деркач командовал батареей 1593-го истребительно-противотанкового артиллерийского полка 47-й армии Воронежского фронта. Отличился во время битвы за Днепр.
В октябре 1943 года Деркач в составе штурмовой группы переправился через Днепр в районе села Студенец Каневского района Черкасской области Украинской ССР и принял активное участие в захвате плацдарма на его западном берегу. Батарея Деркача нанесла противнику серьёзные потери в боевой технике и живой силе, способствовав отражению его многочисленных контратак и удержанию плацдарма.
Указом Президиума Верховного Совета СССР от 25 октября 1943 года за «образцовое выполнение боевых заданий командования на фронте борьбы с немецкими захватчиками и проявленные при этом мужество и героизм» старший лейтенант Фёдор Деркач был удостоен высокого звания Героя Советского Союза. Орден Ленина и медаль «Золотая Звезда» ему вручены не были, так как 6 января 1944 года он скончался от полученных в боях за освобождение Житомирской области ранений. Похоронен в посёлке Ружин.
Был также награждён орденами Александра Невского и Красной Звезды.
В честь Деркача названы улицы в Брюховецкой и селе Большой Бейсуг.